# Бадилин, Александр Олегович
Алекса́ндр Оле́гович Бади́лин (род. 16 октября 1989, Ленинград) — российский кёрлингист и тренер по кёрлингу.
Мастер спорта России (кёрлинг).
Выступает за клуб «Адамант» (Санкт-Петербург).

## Достижения
- Чемпионат России по кёрлингу среди мужчин: золото (2011), серебро (2012).
- Кубок России по кёрлингу среди мужчин: бронза (2011).
- Первенство Европы по кёрлингу среди юниоров: серебро (2011).

## Команды
| Сезон                                               | Четвёртый         | Третий               | Второй            | Первый            | Запасной                                                                  | Турниры                               |
| --------------------------------------------------- | ----------------- | -------------------- | ----------------- | ----------------- | ------------------------------------------------------------------------- | ------------------------------------- |
| 2009—10                                             | Антон Бобров      | Александр Бойко      | Александр Орлов   | Владимир Бельмас  | Александр Бадилин                                                         | КРМ 2009 (6 место) ЧРМ 2010 (6 место) |
| 2010—11                                             | Алексей Целоусов  | Артур Ражабов        | Алексей Камнев    | Пётр Дрон         | Александр Бадилин                                                         | КРМ 2010 (4 место)                    |
| 2010—11                                             | Артём Шмаков      | Евгений Архипов      | Сергей Глухов     | Александр Бадилин | Сергей Манулычев                                                          | ПЕЮ 2011                              |
| 2010—11                                             | Алексей Целоусов  | Пётр Дрон            | Алексей Камнев    | Артур Ражабов     | Александр Бадилин                                                         | ЧРМ 2011                              |
| 2011—12                                             | Алексей Целоусов  | Пётр Дрон            | Алексей Камнев    | Артур Ражабов     | Александр Бадилин                                                         | КРМ 2011 · ЧРМ 2012                   |
| 2020—21                                             | Александр Бадилин | Пётр Дрон            | Дмитрий Абрамов   | Олег Бадилин      | Александр Бойко тренеры: Пётр Дрон, Александр Бадилин                     | ЧРМ 2021 (13 место)                   |
| Кёрлинг среди смешанных команд (mixed curling)      |                   |                      |                   |                   |                                                                           |                                       |
| 2007—08                                             | Светлана Яковлева | Александр Орлов      | Оксана Гертова    | Александр Бадилин |                                                                           | ЧРСК 2008 (17 место)                  |
| 2008—09                                             | Пётр Дрон         | Валентина Нарожная   | Артур Ражабов     | Оксана Гертова    | Александр Бадилин, Олеся Глущенко тренеры: К.Ю. Задворнов, С.Н. Яковлева  | КРСК 2008 (5 место)                   |
| 2008—09                                             | Артур Ражабов     | Мария Рустамова      | Александр Бадилин | Ирина Фёдорова    | тренеры: К.Ю. Задворнов, С.Н. Яковлева                                    | ЧРСК 2009 (5 место)                   |
| 2009—10                                             | Светлана Яковлева | Илья Бадилин         | Мария Рустамова   | Александр Бадилин | Ирина Фёдорова                                                            | ЧРСК 2010 (14 место)                  |
| 2010—11                                             | Ирина Фёдорова    | Александр Бадилин    | Мария Рустамова   | Илья Бадилин      | Олеся Колесникова, Пантелеймон Лаппо                                      | КРСК 2010 (10 место)                  |
| 2011—12                                             | Мария Рустамова   | Владислав Гончаренко | Олеся Колесникова | Александр Бадилин |                                                                           | КРСК 2011 (10 место)                  |
| Кёрлинг среди смешанных пар (mixed doubles curling) |                   |                      |                   |                   |                                                                           |                                       |
| 2008—09                                             | Александр Бадилин | Олеся Глущенко       |                   |                   | Валентина Нарожная тренеры: К.Ю. Задворнов, С.Н. Яковлева                 | КРСП 2008 (10-12 место)               |
| 2009—10                                             | Александр Бадилин | Ника Моисеева        |                   |                   | Валентина Нарожная, Олеся Глущенко тренеры: К.Ю. Задворнов, С.Н. Яковлева | КРСП 2009 (9-12 место)                |
| 2011—12                                             | Александр Бадилин | Ника Моисеева        |                   |                   |                                                                           | КРСП 2011 (9-13 место)                |

(скипы выделены полужирным шрифтом)

## Результаты как тренера национальных сборных
| Год  | Турнир                                          | Сборная                | Место |
| ---- | ----------------------------------------------- | ---------------------- | ----- |
| 2017 | Чемпионат мира по кёрлингу среди ветеранов 2017 | Россия (ветераны муж.) | 15    |
| 2018 | Чемпионат мира по кёрлингу среди ветеранов 2018 | Россия (ветераны муж.) | 22    |
| 2018 | Чемпионат мира по кёрлингу среди ветеранов 2018 | Россия (ветераны жен.) | 10    |
| 2019 | Чемпионат мира по кёрлингу среди ветеранов 2019 | Россия (ветераны муж.) | 22    |